# 吉爾杭阿
吉爾杭阿（转写：Jirhangga；?—1856年6月1日），字雨山，奇特拉氏，滿洲鑲黃旗人，初為工部筆帖式，1853年起江南大營欽差大臣向榮保薦出任江蘇巡撫，於咸豐五年（1855年）正月一日平定小刀会收復上海縣建功。
1856年吉爾杭阿奉命幫辦江南大營軍務，自領綠營清軍數萬駐紮於皖蘇邊界稱為「九華山大營」，認為高資（今鎮江市丹徒區）是太平軍運糧通往江寧府要道，乃令江寧知府劉存厚領三營1600人綠營清軍駐守高資市郊煙墩山以扼江寧；太平軍驚恐，自江寧派出會同句容、鎮江數萬太平軍在秦日綱率領下奪回煙墩山，劉存厚與1600人綠營清軍悉數陣亡。
高資告急時，吉爾杭阿大營只有八千兵，有人建議他放棄高資，吉爾杭阿不從，帶兵前往煙墩山增援，被太平軍包圍，鏖戰五晝夜，吉上海县城上親執旗揮舞，致个人成靶明显，秦日纲在四面筑营紧逼，“枪炮日夕相持”。陽曆6月1日吉爾杭阿胸口中彈，當場斃命，劉存厚護屍突圍求救时，半途亦戰死。
向榮聞吉爾杭阿被圍困，急令福建漳州鎮總兵張國樑馳援救助，五月十五日戰太平軍於丁卯橋，勝之；又勝之於五風峰口，會同另三路清軍，解鎮江之圍成功；惟已不及救吉爾杭阿陣亡。
文宗知道吉爾杭阿戰死後感到震悼，追赠他总督，予一等轻车都尉世职，谥勇烈。於殉难地方建专祠，上海亦建专祠。子文钰袭世职，赐员外郎。

## 延伸阅读
[在维基数据编辑]
 《清史稿·卷395》，出自趙爾巽《清史稿》